# Пеццаюоли, Марко
Марко Пеццаюоли (нем. Marco Pezzaiuoli; род. 16 ноября 1968, Мангейм) — немецкий футболист, ныне — тренер.

## Карьера тренера

### «Карлсруэ»
Пеццаюоли был исполняющим обязанности главного тренера «Карлсруэ» дважды. Первый раз на эту должность Марко назначили после увольнения Йоахима Лёва 20 апреля 2000 года. Затем тренером стал Штефан Кунц, и его в 25 сентября 2002 года заменил Марко, а уже 1 октября 2002 года был нанят новый тренер — Лоренц-Гюнтер Кёстнер. После ухода из клуба работал в разных командах Немецкого футбольного союза и был помощником в корейском клубе «Сувон Самсунг Блюуингз».

### «Айнтрахт»
20 сентября 2006 года Пеццаюоли был назначен тренером клуба немецкой Оберлиги «Айнтрахт» (Трир).